# Slovo ljubve (izdavačka kuća)
Slovo ljubve је centar za izdavačku delatnost, promociju i predstavljanje autora i dela. Formiran je 2009 godine, sa sedištem u Skoplju. Od 2010 godine ovaj centar objavljuje istoimeni časopis za književnost i kulturu na srpskom jeziku.

## Redakcija
Sedište se nalazi na ul. Gemixiska 16, u Skoplju. Članovi uže redakcije su: 
- urednik: Gordana Jović Stojkovska
- redaktor: Olgica Stankovska
- glavni i odgovorni urednik časopisa Slovo ljubve Frosina Stojkovska

## Izdavačka delatnost
Izdavačka delatnost Slovo ljubva je podeljena na nekoliko na nekoliko jedinica među kojima se izdvajaju: edicija: Moja (edicija); Vezilka (edicija rečnioka); Prevodi i Romani.
Izdavački centar Slovo ljubve sarađuje sa drugim izdavačima iz regiona, posebno u pogledu prevoda i afirmacije savremene makedonske i srpske književnosti. U saradnji sa NVO Bukvibooks realizuje obuke, radionice i druge javne događaje s ciljem šire afirmacije književnog stvaralaštva. 
- Veštica, prevod na srpski jezik u saradnji sa Zadužbinom Petar Kočić - Banja luka - Beograd, Venko Andonovski, 2010
- Bajazit i Olivera, prevod na srpski jezik u saradnji saZadužbinom Petar Kočić - Banja luka - Beograd, Dragi Mihajlovski, 2010
- Tihi čekač, roman, Dragan Stojanovski, 2011
- Pisma, poezija, Sanja R. Petrović, 2011
- Od druga strana - pripovetke, Фросина Стојковска, 2011
- Pišanki ili pripovetke na veresiji, pripovetke, Olgica Stankovska, 2011
- Zidanje sunca, roman, Gordana Jović Stojkovska, 2011
- Poreklo reči - antologija argentinske pripovetke, Frosina Stojkovska, 2012
- Astrologija - za solarnu godinu, Snežana Štrkovska, 2013
- Srpsko makedonski rečnik, Gordana Jović Stojkovska, Frosina Stojkovska, Olgica Stankovska, 2014
- Hronike pustinjskog semena, Marija Jovčevska, 2015
- Zidanje sunca na srpski jezik, Gordana Jović Stojkovska, 2015

## Spoljašnje veze
- Oficijelna strana